# 北条時敬
- 北条時敬
- 北條時敬

北条 時敬（ほうじょう ときゆき、1858年5月6日（安政5年3月23日） - 1929年（昭和4年）4月27日）は明治時代から大正時代にかけての日本の教育者。号は廓堂。
旧制山口高等学校、旧制第四高等学校、広島高等師範学校校長、東北帝国大学総長、学習院長、貴族院議員を歴任した。

## 経歴
出生から修学期

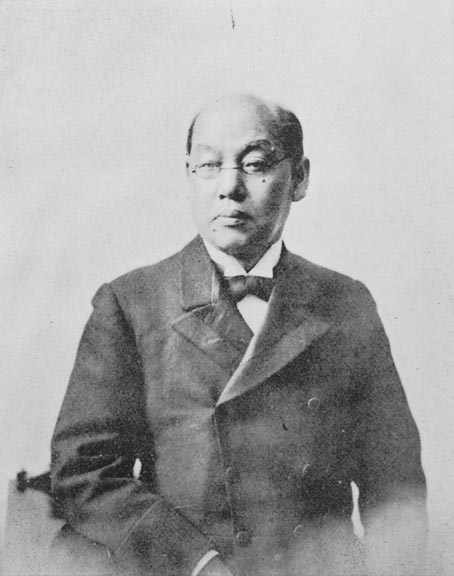
北条時敬

1858年(安政5年)、加賀国金沢(現・石川県金沢市池田町)で金沢藩士の次男として生まれた。幼名は粂次郎（くめじろう）。生家は鎌倉北条氏の末裔を称した。金沢英学校、金沢啓明学校で数学、英語、漢学を学び、県から将来を嘱望されて、給付生として東京へ留学を命じられた。東京帝国大学理学部数学科に入学して学び、1885年(明治18年)に卒業。
石川県専門学校の数学教師時代
卒業後は、石川県専門学校（後の第四高等学校）の教師となった。石川県専門学校では西田幾多郎を教え、彼の才能を見込んで数学者になるよう強く勧めた。結局西田は哲学の道を選んだものの、その後も恩師として慕われ、両者の良好な関係は続いた。また、木村榮も同校時代の教え子であった。
再び東京へ
しかし1888年、東京帝国大学大学院に入学。再び数学を学び研究しながら、第一高等中学校嘱託として教鞭もとった。この時期から鎌倉の今北洪川を師として参禅。1889年には市ヶ谷の月桂寺に洪川老師を招いて摂心「励精会」を催した。同会には平沼騏一郎、早川千吉郎、沢柳政太郎らが参加。
再び教育者として
大学院を修了し、1891年に第一高等中学校教諭に就いた。1894年、山口高等学校教頭。1896年、同校の第2代校長(山口高等中学校時代を含めると第3代)に就任。1898年、金沢の第四高等学校第3代校長(第四高等中学校時代を含めると第5代)に転じた。
1902年、広島高等師範学校の初代校長を命じられて転任。1908年、ロンドンでの万国道徳教育会議に出席。イギリスのボーイスカウト運動を調査し、日本に紹介した。 また1910年、清国視察。1913年(大正2年)5月9日、東北帝国大学総長に就任。1917年、招聘を受けて学習院長に就任。
1920年には宮中顧問官になり、貴族院議員にも選出された。
1929年4月27日、肝臓癌のため死去。享年71。

### 委員・役員ほか
- 根津育英会評議員[5]
- 大東文化協会初代理事

## 功績
ボーイスカウト運動の日本への導入
- 1908年(明治41年)にロンドンで開催された万国道徳教育会議に日本代表として参加する際、牧野伸顕文部大臣から英国のボーイスカウト運動を研究してくるよう委嘱され、スカウト運動に関する参考文献やスカウトの制服などを日本へ持ち帰った。

学校での武道振興
一刀正伝無刀流剣道の理念に賛意を表し、赴任先の学校の剣道部に一刀正伝無刀流の剣道家を師範として招聘した。第四高等学校 (旧制)に石川龍三を、広島高等師範学校に中島春海、香川善治郎及び藤里新吉を、東北帝国大学に柳多元治郎を迎えた。
大学教育の門戸開放
東北帝国大学総長として前任の澤柳政太郎が打ち出した門戸開放路線を継承し、1913年（大正2年）の入学試験で3人の女子に入学許可を出した。この3人は日本初の女子大学生となり、入学許可が官報に掲載された8月21日は後に女子大生の日となった。
顕彰
2018年、金沢ふるさと偉人館で企画展「北條時敬とその教え子たち」が開かれた。数学教師として勤務した第四高等学校時代の教え子には下記がいる。
- 木村榮(天文学者)
- 鈴木貞太郎(哲学者)
- 西田幾多郎(哲学者)
- 山本良吉(教育者)

また、「北条時敬頌徳碑」が金沢市兼六町の金澤神社に建てられている。

## 家族・親族
- 夫人：北条マサキは近藤順信の長女[10]。
- 長女：北条茂は丸山鶴吉に嫁いだ。
- 娘婿：丸山鶴吉は内務官僚、政治家、教育者[11]。
- 次女：北条絲は草鹿任一に嫁いだ。
- 娘婿：草鹿任一は海軍軍人。

## 栄典
位階
- 1891年（明治24年）12月21日 - 従七位[12]
- 1909年（明治42年）9月20日 - 従四位[13]
- 1914年（大正3年）10月20日 - 正四位[14]

勲章等
- 1904年（明治37年）12月27日 - 勲五等瑞宝章[15]
- 1906年（明治39年）6月30日 - 勲四等瑞宝章[16]
- 1910年（明治43年）6月24日 - 勲三等瑞宝章[17]
- 1915年（大正4年）11月10日 - 大礼記念章[18]
- 1919年（大正8年）5月24日 - 旭日重光章[19]

## 著作
著書
- 『ボーイ、スカウトに就きて』廣島高等師範學校教育研究會 1911
- 『廓堂片影』西田幾多郎編、教育研究会 1931

編書
- 『幾何学教科書』英国幾何学教授法改良協会編、北条時敬閲、真田兵義訳 1893
- 『蒼竜窟年譜』釋宗演ほか編 1894

## 北条時敬に関する著作
- 『北条時敬先生』尚志同窓会 1929
- 「廓堂先生年譜後附」（前掲 『廓堂片影』）
  - 後掲『北条先生の訓言』
- 『北条先生の訓言』西晋一郎著、広島文理科大学尚志会 1936
- 『北条時敬先生』(郷土先賢叢書 2) 木佐貫重元著、石川県思想問題研究会ほか 1938
- 『北条文庫目録]』金沢大学附属図書館〈金沢大学附属図書館目録叢刊〉1976 doi
- 『偉大なる教育者 北条時敬先生』上杉知行著、北国出版社 1978
- 松本晧一「北条時敬における人間と禅：臨済居士禅の事例研究」『駒澤大学佛教学部論集』9, 1978年, 74-91頁. PDF
- 唐沢富太郎「北条時敬：気骨の教育者、広島高師初代の校長」（唐沢富太郎編著 『図説 教育人物事典 : 日本教育史のなかの教育者群像 中巻』 ぎょうせい 1984）
  - 『教師の歴史 典型的教師群像』(唐沢富太郎著作集 5) ぎょうせい 1989[20]
- 『北條時敬校長と西田幾多郎』(全3巻) 中部政次郎著、由比健郎編 200?
- 『北條時敬先生の体育・スポーツ思想：新しい出発』石村宇佐一著 2008
- 松本晧一『宗教的人格と教育者』秋山書店 2014[21]
- 井上好人「北條時敬校長の四高赴任と校風改革」『金沢大学資料館紀要』11, 2016年, 1-15頁. PDF
- 『双頭の鷲：北條時敬の生涯』丸山久美子著、工作舎 2018[22]
- 『西田幾多郎の恩師北条時敬：企画展図録』石川県西田幾多郎記念哲学館編集 2018

## 関連人物
- 堀維孝
- 加藤虎之亮
- 二上兵治